# Кислинг, Роберто
Роберто Кислинг (исп. Roberto Kiesling, 1941) — аргентинский ботаник.

## Биография
Роберто Кислинг родился в Буэнос-Айресе в 1941 году. 
Он получил докторскую степень в области естественных наук на Facultad de Ciencias Naturales y Museo, Национальный университет Ла-Платы, Аргентина, защитив диссертацию по роду Эхинопсис семейства Кактусовые в Аргентине. 
Кислинг является исследователем Unidad de Botánica, Регионального центра научных и технологических исследований (CIRCYT), Аргентинского института исследований засушливых зон (IADIZA). Роберто Кислинг является также редактором Flora de San Juan. 

## Научная деятельность
Роберто Кислинг специализируется на семенных растениях. Его исследования сосредоточены на систематике покрытосеменных растений, с особым акцентом на семейство Кактусовые. 

## Некоторые публикации
- M. Perea, O. Ferrari, M.L. Las Penas, R. Kiesling. 2009. Eine new, rot bluhende Gymnocalycium-Art aus Catamarca. Kakteen und Andere Sukkulenten 60 (2) 35 — 42.
- N. Muruaga, Р. Figueroa, R. Kiesling. 2008. Circunscripción de Rebutia minuscula (Cactaceae, Cactoideae). Darwiniana 46 (2): 318 — 327.
- Roberto Kiesling, O. Ferrari. 2005. 100 Cactus Argentinos, v. 1. Ed. Albatros. 128 pp. ISBN 950-24-1108-0.
- J. Mauseth, R. Kiesling, C. Ostolaza. 2002. Cactus odyssey, Journeys in the wilds of Bolivia, Perú and Argentina, v.1. 320 pp.
- W. Greuter, Roberto Kiesling. 2002. Código Internacional de Nomenclatura Botánica: (Código de Saint Louis): adoptado por el decimosexto Congreso Internacional de Botánica, Saint Louis, Missouri, julio-agosto 1999. Ed. Instituto de Botánica Darwinion. 181 pp. ISBN 3-904144-22-7.
- 1994. Flora de San Juan, República Argentina: Pteridofitas, gimnospermas, dicotiledoneas dialipétalas (Salicaceas a Leguminosas). Volumen 1 de Flora de San Juan. Vazquez Mazzini Editores. 348 pp. ISBN 950-99063-8-7.
- Roberto Kiesling, Víctor Turecek. 1990. Cactus de la Patagonia. Colección científica. Ed. Instituto Nacional de Tecnología Agropecuaria. 25 pp.

## Почести
В его честь были названы следующие виды растений: 
- Hieracium kieslingii Cabrera[3]
- Gymnocalycium kieslingii O.Ferrari[4]
- Lobivia kieslingii Rausch[5]
- Adesmia kieslingii Ulibarri[6]
- Stipa kieslingii F.A.Roig[7]
- Solanum kieslingii Cabrera[8].